# 邵孔亮
邵孔亮（1871年—1927年），譜名士寅，字羽霄，號斌候，安徽安慶人。清末民初政治人物。

## 生平
光緒二十八年（1902年）中舉，三十年（1904年）末科進士。宣統二年（1910年）起歷任直隸深澤、南和、吳橋知縣。民國三年（1914年），任湖北應山知事。
著有《勸民歌》、《漁耕讀四時樂詩》各1卷，《易史吟草》和《周易心法》2卷。